# David Essex
David Essex, pseudonimo di David Albert Cook (Plaistow, 23 luglio 1947), è un cantante britannico.
Essex ha collezionato 19 piazzamenti nella Top 40 delle classifiche dei singoli del Regno Unito, con due piazzamenti alla posizione n. 1. 16 dei suoi album sono entrati nella Top 40.

## Discografia

### Album in studio
- 1973 – Rock On
- 1974 – David Essex
- 1975 – All the Fun of the Fair
- 1976 – On Tour
- 1976 – Out on the Street
- 1977 – Gold and Ivory
- 1978 – Jeff Wayne's Musical Version of the War of the Worlds
- 1979 – Imperial Wizard
- 1980 – Hot Love
- 1980 – Silver Dream Racer
- 1981 – Be-Bop the Future
- 1982 – Stage-Struck
- 1983 – The Whisper
- 1984 – This One's for You
- 1987 – Centre Stage
- 1989 – Touching the Ghost
- 1993 – Cover Shot
- 1994 – Back to Back
- 1997 – A Night at the Movies
- 1998 – Here We are All Together
- 1999 – I Still Believe
- 2000 – Thank You
- 2001 – Wonderful
- 2001 – Theatre of Dreams
- 2001 – Forever
- 2003 – Sunset
- 2004 – It's Gonna Be Alright
- 2006 – Beautiful Day
- 2007 – Happy Ever After
- 2013 – Reflections

### Raccolte
- 1979 – The David Essex Album
- 1982 – The Very Best of David Essex
- 1991 – His Greatest Hits
- 1995 – Missing You: 16 Classic Love Songs
- 1995 – Living in England
- 1998 – Greatest Hits/The Very Best of David Essex
- 2006 – Greatest Hits
- 2008 – All the Fun of the Fair - Greatest Hits